# 信用本位
信用本位，又稱紙幣本位、不兌換紙幣，是一種貨幣制度，指政權發行的貨幣不以任何貴金屬或貴重物品作為價值保證，而單純以政權本身的信用作為基礎。